# Bohdanove, Uleanovka
Bohdanove (în ucraineană Богданове) este localitatea de reședință a comunei Bohdanove din raionul Uleanovka, regiunea Kirovohrad, Ucraina.

## Demografie
Componența lingvistică a localității Bohdanove
     Ucraineană (96,5%)
     Rusă (1,93%)
     Alte limbi (1,41%)
Conform recensământului din 2001, majoritatea populației localității Bohdanove era vorbitoare de ucraineană (96,5%), existând în minoritate și vorbitori de rusă (1,93%).